# أمين بن عبد الله الشيبي
أمين أفندي بن عبد الله بن عبد القادر بن عليّ بن محمد السابع الشيبي القرشي.
أحد رجالات آل الشيبي حجاب الكعبة المعظمة طبقة رقم 102 عام 1382 هجري حتى وفاته.
ولد بمكة عام 1325 هجري ، وتوفي عام 1399 هجري .
ولي منصب حكومي مع منصبه الشرعي حيث كان عضواً في مجلس الشورى السعودي .
| سبقه محمد بن محمد صالح الشيبي | سدنة 1382 - 1399 | تبعه طه بن عبد الله الشيبي |